# 青春 (陶晶瑩專輯)
《青春》為陶晶瑩於2002年5月14日發行的個人第七張原創專輯，距離上張專輯《愛缺》睽違約2年之久，由豐華唱片發行。本張專輯著重於音樂性的考量，所以收歌著重於陶晶瑩本身的創作上，以獨特性為製作選項，如大膽啟用首次發表作品的廖士賢的愛情電影片，曲中藉由詼諧文字說明及特別的音樂走法來展現新一代年輕人自由的想法，加上法文旁白，令曲風呈現電影艾蜜莉的異想世界般奇幻驚艷的氛圍。在這專輯中打歌方式也有不同於一般唱片圈操作模式，注重音樂性呈現，首波雙主打「不再想念」「No Answer」/第二波「你來」(REMIX)，此作法對於國語樂壇注入了一股特別的氛圍，此外當然還有陶子最擅長清淡的悲哀與甜蜜的風格，「青春」、「最悲歌」及「CALL MY NAME」等歌曲。

## 曲目
1. No Answer
  - 作詞・作曲：陶子
2. 不再想念 
  - 作詞：陶子、作曲：順子
3. 愛情電影片
  - 作詞・作曲：廖士賢
4. 青春
  - 作詞・作曲：袁惟仁
5. 我想我是真的瘋了
  - 作詞・作曲：王美蓮
6. 你來
  - 作詞・作曲：陶子
7. 你來(Remix) 
  - 作詞・作曲：陶子
8. 最悲歌
  - 作詞：陶子、作曲：季恩賜
9. 兩個寂寞
  - 作詞：廖士賢、作曲：周杰倫、合唱：(Rap)Johnny
10. 海市蜃樓
  - 作詞：林夕、作曲：Brophy/Wood
11. Call my name
  - 作詞：陶子、作曲：Jac Chong